# Schönberg (powiat Freyung-Grafenau)
Schönberg – gmina targowa w Niemczech, w kraju związkowym Bawaria, w rejencji Dolna Bawaria, w regionie Donau-Wald, w powiecie Freyung-Grafenau, siedziba wspólnoty administracyjnej Schönberg. Leży w Lesie Bawarskim, około 10 km na południowy zachód od miasta Freyung, przy drodze B85 i B533.

## Dzielnice
W skład gminy wchodzą następujące dzielnice: Eberhardsreuth, Hartmannsreit, Kirchberg, Mitternach, Schönberg, Großmisselberg, Innernzell.

## Demografia
| Rok  | Liczba mieszk. |
| ---- | -------------- |
| 1970 | 3 519          |
| 1987 | 3 663          |
| 2000 | 4 092          |
| 2005 | 3 920          |

## Oświata
(na 1999)

W gminie znajduje się 125 miejsc przedszkolnych (141 dzieci) oraz szkoła podstawowa (27 nauczycieli, 516 uczniów).